# San Giovanni Bianco
San Giovanni Bianco es una localidad y comune italiana de la provincia de Bérgamo, región de Lombardía, con 5.161 habitantes.

## Evolución demográfica
| Gráfica de evolución demográfica de San Giovanni Bianco entre 1861 y 2001 |
|                                                                           |
| Fuente ISTAT - elaboración gráfica de Wikipedia                           |